# Megastylidinae
Megastylidinae vormen een subtribus binnen de Cranichideae, een tribus uit de orchideeënfamilie (Orchidaceae).
De subtribus omvat zeven geslachten met ongeveer vijftien soorten.
Megastylidinae zijn terrestrische orchideeën. Ze worden gekenmerkt door een zeer groot gynostemium of zuiltje, vandaar de naam.
Megastylidinae-soorten zijn beperkt tot het Australaziatisch gebied: voornamelijk Australië en Nieuw-Caledonië.

## Taxonomie
De subtribus heeft lang deel uitgemaakt van de tribus Diurideae, maar is op basis van DNA-onderzoek verhuisd naar de tribus Cranichideae.
De subtribus telt zeven geslachten:
- Geslachten:
  - Burnettia Lindl. (1840)
  - Leporella A.S.George (1971)
  - Lyperanthus R. Br. (1810)
  - Megastylis Schltr. (1911)
  - Pyrorchis D.L.Jones & M.A.Clem. (1995)
  - Rimacola Rupp (1942)
  - Waireia D. L. Jones et al. (1997)